# Camponotus orthodoxus
Camponotus orthodoxus är en myrart som beskrevs av Santschi 1914. Camponotus orthodoxus ingår i släktet hästmyror, och familjen myror. Inga underarter finns listade.